# National Trail

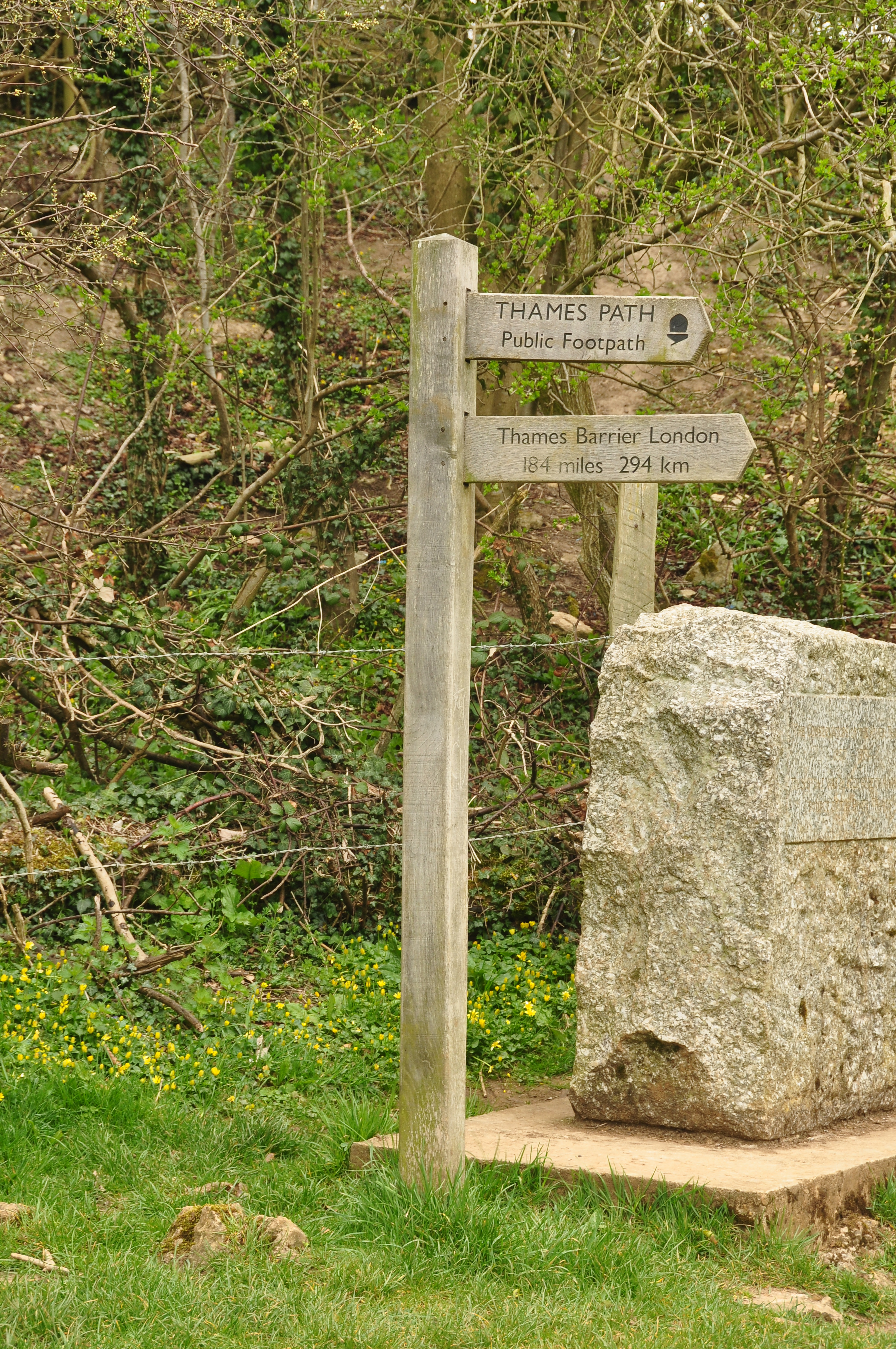
Thames Path

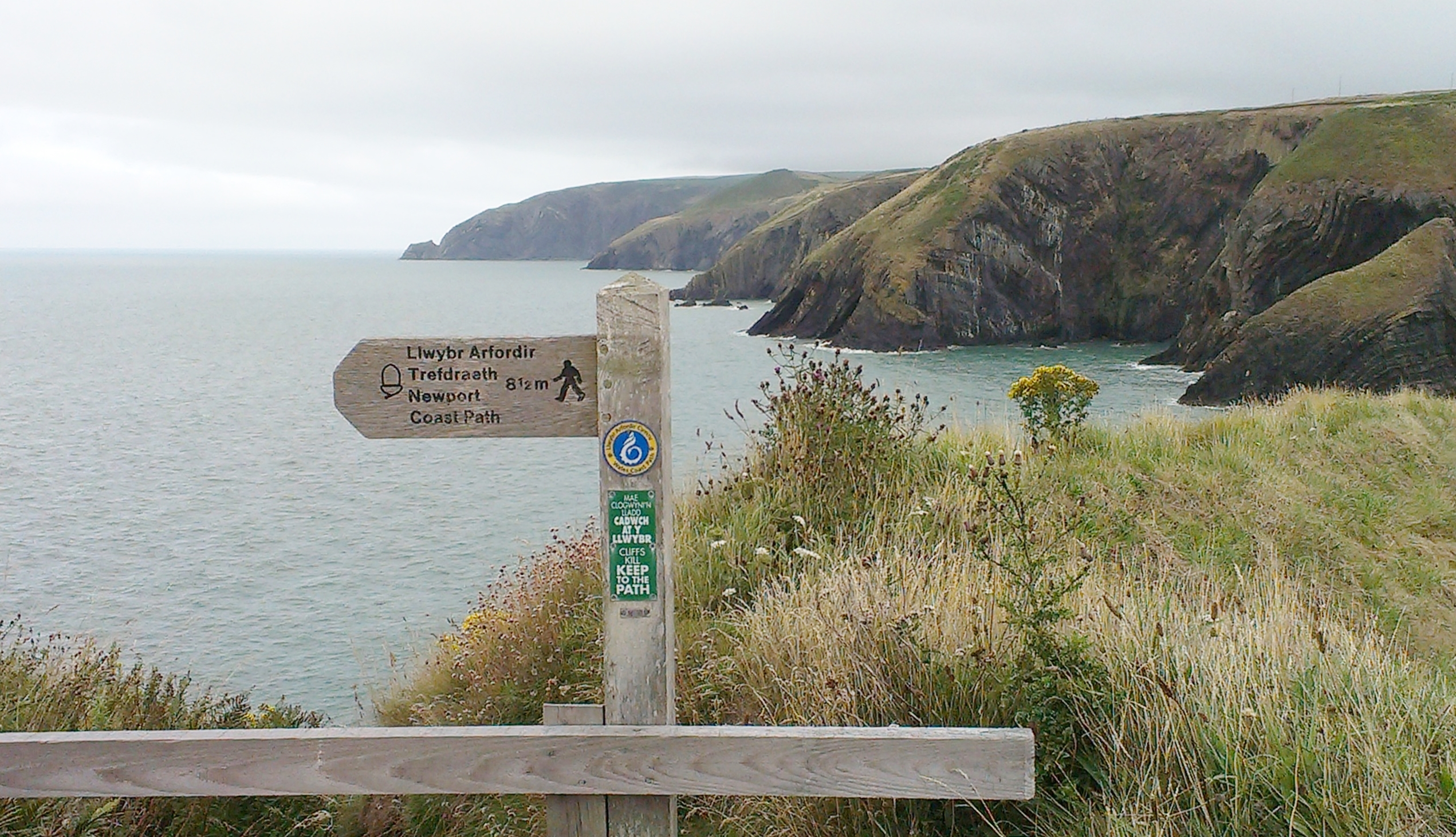
Pembrokeshire Coast Path

National Trail (Welsh:Llwybr Cenedlaethol) is de naam voor de GR-paden in Engeland en Wales. De National Trails worden bewegwijzerd met een eikel als symbool. De National Trails worden onderhouden door Natural England (in Engeland) en Natural Resources Wales/Cyfoeth Naturiol Cymru (in Wales). Ze zijn in totaal meer dan 4000 kilometer lang. In Schotland heten de langeafstandspaden Great Trail en worden ze beheerd door NatureScot/NàdarAlba. Noord-Ierland heeft de Ulster Way.

## Lijst van National Trails in Engeland en Wales
- Cleveland Way in Engeland
- Coast to Coast Walk in Engeland
- Cotswold Way in Engeland
- Glyndŵr's Way in Wales
- Hadrian's Wall Path in Engeland
- North Downs Way in Engeland
- Offa's Dyke Path in Wales en Engeland
- Peddars Way & Norfolk Coast Path in Engeland
- Pembrokeshire Coast Path in Wales
- Pennine Bridleway in Engeland
- Pennine Way in Engeland
- The Ridgeway in Engeland
- South Downs Way in Engeland
- South West Coast Path (South West Way) in Engeland
- Thames Path in Engeland
- Yorkshire Wolds Way in Engeland
- King Charles III England Coast Path (KCIIIECP)